# La Doria
La Doria S.p.A. è una società per azioni italiana, con sede ad Angri, in provincia di Salerno. Costituita nel 1954, ha come attività la fabbricazione di prodotti alimentari, in particolare derivati del pomodoro, legumi e pasta in scatola, sughi pronti, succhi e bevande di frutta e altri prodotti complementari.
La società è quotata presso la Borsa valori di Milano negli indici FTSE Italia Mid Cap e FTSE Italia STAR (Codice Isin: IT0001055521 Codice Alfanumerico: LD).

## Storia
La società nasce ad Angri, nell'Agro Nocerino Sarnese, area caratterizzata all'epoca dalla coltivazione intensiva del pomodoro, in particolare del tipo San Marzano.

Con gli anni viene sempre più sviluppata la produzione di conserve alimentari, che vengono commercializzate in diversi paesi europei, in Italia con marchi propri, mentre all'estero il prodotto porta le cosiddette private labels, marchi di proprietà di terzi, in particolare grandi catene di distribuzione al dettaglio.

La quotazione alla Borsa valori di Milano, avvenuta nel 1995, porta alla società mezzi finanziari che le consentono di ampliare la propria struttura, con una politica di acquisizioni di aziende del settore o di settori affini, fino al raggiungimento della struttura attuale, con undici stabilimenti produttivi in Italia ed una società commerciale in Gran Bretagna. 

## Dati legali
Denominazione: La Doria S.p.A.
Sede legale: Via Nazionale 320 - 84012 Angri (SA)
Codice Fiscale e Partita IVA: 00180700650

## Principali azionisti
- Famiglia Ferraioli - 63,12 % 
  - Antonio Ferraioli - 10,16%
  - Andrea Ferraioli - 9,66%
  - Rosa Ferraioli - 8,66%
  - Iolanda Ferraioli - 8,66%
  - Raffaella Ferraioli - 8,66%
  - Teresa Maria Rosaria Ferraioli - 8,66%
  - Giovanna Ferraioli - 8,66%
- Altri - 36,88%

Dato aggiornato al 31 dicembre 2017

## Principali partecipazioni
- Eugea Mediterranea S.p.A. - Lavello - 98,67%
- LDH (La Doria) Ltd - Huntingdon (Gran Bretagna) - 58%

## Dati economici e finanziari
Dal bilancio al 31 dicembre 2017, il gruppo La Doria ha un capitale investito netto di 325.1 milioni di Euro, con un patrimonio netto di 227 milioni di Euro, un fatturato consolidato di 669,1 milioni di Euro ed un utile netto di 30,4 milioni di Euro.
Per quanto riguarda la sola capogruppo, il capitale investito netto ammonta a circa 264,7 milioni di Euro, con un patrimonio netto di 180,4 milioni di Euro e un fatturato di 418,3 milioni di Euro.
Il personale dipendente del Gruppo al 31 dicembre 2017 è composto da 746 unità fisse e da una media annua di 367 stagionali. 

## Fonti
- Bilancio ufficiale di esercizio e consolidato al 31 dicembre 2017, reperibili sul sito ufficiale della società e sul sito di Borsa Italiana S.p.A.
- Comunicazioni Consob sugli azionisti rilevanti e sugli organi amministrativi delle società quotate, reperibili sul sito Consob